# Keith Olsen
Keith Olsen (Sioux Falls, 12 maggio 1945 – Genoa, 9 marzo 2020) è stato un produttore discografico statunitense, vincitore del Grammy.

## Biografia
Olsen nacque a Sioux Falls, South Dakota e frequentò le scuole a Minneapolis, dove sviluppò interesse verso la musica musica classica, leggera, e jazz. Fece esperienza lavorando come produttore in uno studio di registrazione nella zona di Minneapolis, e suonando come bassista in una band folk-jazz. Successivamente suonò il basso come membro dei Music Machine, con cui ottenne discreto successo. In questo periodo cominciò a collaborare con Curt Boettcher, produttore degli Association, e soprattutto con Brian Wilson dei Beach Boys, che insegnò ad Olsen di "immaginare tutto ciò che riguarda una produzione come se stesse ascoltando la canzone per la prima volta."
Dopo essersi trasferito a Los Angeles, Olsen divenne determinante nel lanciare le carriere del duo Lindsey Buckingham e Stevie Nicks. Li aiutò a ottenere un contratto discografico, produsse il loro primo album, Buckingham Nicks, e li lasciò vivere nella propria casa, impiegando anche Stevie Nicks come governante per un po' di tempo. Dopo averli presentati a Mick Fleetwood, andò a produrre l'eponimo album dei Fleetwood Mac del 1975, che raggiunse il primo posto nelle classifiche statunitensi.
Durante gli anni '70, '80 e '90 si costruì un'ottima reputazione come produttore. Ad oggi, la sua discografia comprende più di 39 album certificati dischi d'oro, 24 album certificati dischi di platino, e 14 album certificati multi-platino. Olsen ha prodotto in prima persona un totale di più di 100 album. Oltre ai Fleetwood Mac, tra gli artisti con cui Olsen ha lavorato figurano i Grateful Dead, Bob Weir, Eddie Money, Emerson, Lake & Palmer, Rick Springfield, REO Speedwagon, Pat Benatar, Heart, Joe Walsh, Starship, Santana, Kim Carnes, Jethro Tull, The Babys, Ozzy Osbourne, Scorpions, Bad Company, Europe, 38 Special, Russ Ballard, Sammy Hagar, Whitesnake, Foreigner, Sheena Easton, Steve Perry, Journey, Loverboy, e Lou Gramm. È stato inoltre coinvolto nella lavorazione di diverse colonne sonore cinematografiche, tra cui Footloose, Crazy for You, Tron, Flashdance e Top Gun.
Dal 1996, ridusse drasticamente il suo impegno come produttore per dedicarsi a sviluppare sistemi musicali surround per conto dell'etichetta discografica Kore Group, prendendo in licenza master esistenti, remixandoli per il sistema surround, e ripubblicandoli. Come capo del consiglio di amministrazione del dipartimento di produzione globale della Mackie Designs, assemblò un team di esperti per lavorare alla linea di prodotti digitale dell'impresa. Fino alla morte Olsen ha ricoperto il ruolo di membro nella National Academy of Recording Arts and Sciences (NARAS).
È morto per arresto cardiaco nella sua casa di Genoa, Nevada il 9 marzo 2020, all'età di 74 anni.

## Discografia parziale
- Fleetwood Mac – Fleetwood Mac (1975)
- Grateful Dead – Terrapin Station (1977)
- Bob Weir – Heaven Help the Fool (1978)
- Foreigner – Double Vision (1978)
- Santana – Marathon (1979)
- The Babys – Union Jacks (1980)
- Pat Benatar – Crimes of Passion (1980)
- Rick Springfield – Working Class Dog (1981)
- Santana – Zebop! (1981)
- Pat Benatar – Precious Time (1981)
- Sammy Hagar – Standing Hampton (1982)
- Rick Springfield – Success Hasn't Spoiled Me Yet (1982)
- Sammy Hagar – Three Lock Box (1982)
- Heart – Passionworks (1983)
- Kim Carnes – Café Racers (1983)
- Joe Walsh – The Confessor (1985)
- 38 Special – Strength in Numbers (1986)
- Bad Company – Fame and Fortune (1986)
- Saga – Wildest Dreams (1987)
- Whitesnake – 1987 (1987) - con Mike Stone
- Starship – No Protection (1987)
- Rick Springfield – Rock of Life (1988)
- REO Speedwagon – The Hits (1988) - brani inediti
- Night Ranger – Man in Motion (1988)
- Ozzy Osbourne – No Rest for the Wicked (1988) - con Roy Thomas Baker
- Whitesnake – Slip of the Tongue (1989) - con Mike Clink
- Kingdom Come – In Your Face (1989)
- Magnum – Goodnight L.A. (1990)
- Scorpions – Crazy World (1990)
- Eddie Money – Right Here (1991)
- Shadow King – Shadow King (1991)
- Lynch Mob – Lynch Mob (1992)
- Emerson, Lake & Palmer – In the Hot Seat (1994)
- Scorpions – Pure Instinct (1996)
- Shirley Myers – There Will Come a Day (1999)
- Warrant – Rockaholic (2011)